# Polizeiruf 110: Der Fall Preibisch
Der Fall Preibisch ist ein deutscher Kriminalfilm von Lothar Hans aus dem Jahr 1990. Der Fernsehfilm erschien Anfang 1991 als 146. Folge der Filmreihe Polizeiruf 110.

## Handlung
Nach der Schicht im Holzverarbeitungsbetrieb fährt Michael Preibisch auf seinem Motorrad nach Hause. Sein Bruder Roland war nicht mehr im Betrieb. Auf der Heimfahrt sieht Michael ihn neben seinem Motorrad auf einer Wiese unweit der Straße liegen. Ein Auto fährt gerade weg. Roland wird schwer verletzt ins Krankenhaus gebracht. Als er später aus der Ohnmacht erwacht, wird deutlich, dass er querschnittsgelähmt bleiben wird. Kriminalhauptkommissar Peter Fuchs und Kriminaloberkommissar Manfred Bergmann übernehmen die Ermittlungen. Nach Bremsspuren und Spurweite muss es sich beim in den Unfall verwickelten Wagen um einen Trabant gehandelt haben. Michael vermutet den Verursacher im Personal des Holzverarbeitungsbetriebes. Die Trabants werden überprüft, doch weist keiner Unfallspuren auf.
Michael glaubt, dass die Ermittler nicht schnell genug arbeiten und ermittelt auf eigene Faust. Am Tag nach dem Unfall findet er auf der Wiese unweit des Tatorts einen Außenspiegel. Er verheimlicht den Fund und überprüft selbst die Wagen auf dem Betriebsparkplatz. Am Trabant von Alfred Müller wurde der Außenspiegel ersetzt. Die Halterung liegt auf der Rückablage. Michael stellt Alfred im Betrieb zur Rede und droht ihm Schläge an. Nur mit Mühe kann Betriebsleiter Dietmar Stegemeier die beiden Männer trennen. Alfred wird mit auf die Polizeiwache genommen, kann jedoch nur sagen, dass sein Außenspiegel abgebrochen wurde. Lackuntersuchungen zeigen, dass Unfallauto und Alfred Müllers Spiegel nicht zusammengehören. Es wird deutlich, dass der Verdacht aktiv auf Alfred gelenkt werden sollte. Michael entschuldigt sich später bei Alfred, der einen anderen Verdacht äußert: Daniela Pielmann sei an dem Tag Trabant gefahren. Die Sekretärin des Betriebes hat eine heimliche Affäre mit Leiter Dietmar, von der im Betrieb gemunkelt wird. Michael verschafft sich heimlich Zutritt zur Garage der Pielmanns und erkennt anhand der Kratzer und des Spiegels, dass es sich bei diesem Trabant um den Tatwagen handeln muss.
Die Ermittler haben inzwischen auch herausbekommen, dass Daniela mit einem Trabant zur Arbeit erschienen war. Nach Hause fahren sah sie jedoch niemand. Die Überprüfung stellt fest, dass es sich bei Pielmanns Auto um den in den Unfall verwickelten Trabant handelt. Ein Nachbar sagt aus, dass vor kurzer Zeit Michael von der Garage weggerannt sei. Von Danielas Eltern erfahren die Ermittler, dass Daniela sich in ihrem Bootshaus am See aufhält. Dort finden sie nur die im Wasser treibende Leiche Danielas vor. Ein Mann versucht, über den See zu flüchten, doch kann Manfred Bergmann ihn stellen: Es handelt sich um Dietmar Stegemeier.
Dietmar sagt aus, dass er Daniela bereits tot im Wasser aufgefunden habe. Als die Polizei kam, sei er in Panik geraten. Die Ermittler suchen nun Michael Preibisch auf, der flieht, als er sie kommen sieht. Er eilt zum Krankenhaus an das Bett von Roland und berichtet ihm, dass Daniela den Unfall verursacht habe. Roland widerspricht ihm. Eine andere Frau habe am Steuer gesessen. Michael reagiert verzweifelt, da er Daniela umgebracht hat. Vor den Ermittlern, die ihn im Krankenhaus festnehmen, sagt er aus, er habe sie zur Rede stellen wollen, doch konnte sie seine Fragen zum Tathergang nicht beantworten. Er nahm an, dass sie Ausflüchte suchte und schlug sie nieder, als sie gehen wollte. Vom Schlag benommen stürzte sie ins Wasser. Michael zog die bewusstlose Frau nicht heraus, sodass sie ertrank.
Der Tod von Daniela ist geklärt, nicht jedoch der Unfall Rolands. Von Dietmar erfahren die Ermittler, dass er am Tatabend mit Daniela im Bootshaus war und jemand plötzlich mit ihrem auf dem Grundstück geparkten Trabant davonfuhr. Er vermutet auch jetzt noch einen bösen Streich: Der Wagen fand sich später vor dem Grundstück der Pielmanns wieder. Daniela und Dietmar, die nach dem Wagen suchten, sahen kurz darauf Carsten Heideklang, Danielas Freund. Der hatte von Dietmars Frau vom Verhältnis ihrer jeweiligen Partner erfahren und war zum Bootshaus gegangen. Dort sah er jedoch weder das Paar noch den Trabant, berichtet er den Ermittlern. Die wissen nun, dass nur noch Susanne Stegemeier als Täterin infrage kommt, die von ihnen bereits früher vernommen wurde. Erst jetzt gesteht sie, dass sie vor Carsten am Bootshaus war und Dietmar und Daniela hörte. Sie wollte beiden eines auswischen und stahl den Wagen. Bei ihrer Fahrt verursachte sie den Unfall mit Roland und beging Fahrerflucht. Ursprünglich hatte sie geplant, dass Daniela den Wagen als vermisst melden muss, wobei ihr Dietmar dann als Zeuge gedient hätte. Das Verhältnis wäre so öffentlich geworden. Nun stellte sie den Wagen bei Pielmanns ab. Daniela wäre erfreut gewesen, ihn wiederzuhaben, während die Polizei schon den Fall klären würde. Am Abend hatte Susanne ihrem Mann die Unfallfahrt gebeichtet, und er versuchte, durch den abgebrochenen Seitenspiegel den Fall zu vertuschen. Beide Fälle sind nun geklärt, Dietmar müssen die Ermittler gehen lassen. Obwohl er in beide Fälle verwickelt war, kann ihm keine strafbare Handlung nachgewiesen werden.

## Produktion
Der Fall Preibisch wurde vom 15. März bis 15. Mai 1990 in Berlin, Potsdam sowie verschiedenen Kleinstädten in Mecklenburg-Vorpommern und Brandenburg gedreht. Die Kostüme des Films schuf Werner Bergemann, die Filmbauten stammen von Solvejg Paschkowski. Der Film erlebte am 17. Februar 1991 im DFF seine Fernsehpremiere. Die Zuschauerbeteiligung lag bei 19 Prozent.
Es war die 146. Folge der Filmreihe Polizeiruf 110. Kriminalhauptkommissar Peter Fuchs ermittelte in seinem 83. Fall und Kriminaloberkommissar Manfred Bergmann in seinem 5. und letzten Fall. Das Lied Brother, das während der Handlung mehrfach angespielt wird und während des Abspanns läuft, wurde von Dirk Michaelis geschrieben und eingesungen sowie von der Gruppe Karussell eingespielt.

## Trivia
In der elften Filmminute, bei Besichtigung des Betriebsparkplatzes und der Anzahl Trabants, sagt Kriminaloberkommissar Bergmann: „Hoffentlich verschwinden diese Pappkisten bald von den Straßen.“ Der 1991 erstausgestrahlte Polizeiruf wurde bereits im Frühjahr 1990 gedreht, deutlich vor Einführung der DM und weit vor dem Beitritt der ehemaligen DDR am 3. Oktober 1990, so dass in keiner Weise vorhersehbar gewesen wäre, dass zukünftig keine Trabant mehr gebaut, bzw. diese sehr schnell aus dem Straßenbild verschwinden würden. Zumal zu diesem Zeitpunkt aktuell weiter Trabant mit 4-Takt-Motoren produziert wurden und die DDR nach damaliger Regierungsauffassung zunächst weiter bestehen bleiben sollte. Des Weiteren sind in der 25. Filmminute, als Bergmann vom Kriminaltechniker erfährt, dass der Spiegel nicht zum Unfallauto passt und der Kriminaltechniker dazu zweimal angeblich Daten über die PC-Tastatur eingibt, deutlich die Quittungstöne damaliger PC-Tastaturen zu hören, wenn die Tastatureingaben nicht erfasst werden können und somit wirkungslos bleiben.